# Robert Logan (componist)
Robert Logan (Beatrice, 14 februari 1926) is een Amerikaans componist en muziekpedagoog.

## Levensloop
Logan studeerde muziekonderwijs en compositie aan de Drake universiteit in Des Moines. Na het behalen van zijn diploma's werd hij vanaf 1953 muziekleraar aan openbare scholen. In 1955 werd hij directeur aan het Junior College in Clear Lake. Als componist schreef hij vooral werken voor harmonieorkest en kamermuziek.

## Composities

### Werken voor harmonieorkest
- 1959 - Have horn, will travel, voor trompet en harmonieorkest
- 1961 - Sugar and Spice, voor altsaxofoon en harmonieorkest
- 1966 - Joi - a contemporary selection, voor harmonieorkest
- 1968 - Dimenson Overture